# Aphanistes paupus
Aphanistes paupus är en stekelart som beskrevs av Ian D. Gauld 1978. Aphanistes paupus ingår i släktet Aphanistes och familjen brokparasitsteklar. Inga underarter finns listade i Catalogue of Life.